# Udavské
Udavské (em húngaro: Udva) é um município da Eslováquia, situado no distrito de Humenné, na região de Prešov. Tem 13,2 km² de área e sua população em 2018 foi estimada em 1.224 habitantes.

## Demografia
| Ano:        | 1994 | 2004   | 2014   | 2024   |
| ----------- | ---- | ------ | ------ | ------ |
| Broj ljudi: | 1230 | 1277   | 1217   | 1232   |
| Razlika:    |      | +3,82% | -4,69% | +1,23% |

| Ano:               | 2023 | 2024   |
| ------------------ | ---- | ------ |
| Número de pessoas: | 1241 | 1232   |
| Diferença:         |      | -0,72% |